# Forstprodukter
Skovbrugsprodukter eller forstprodukter er alle materialer, der er afledt af skovbrug. Det gælder tømmer, papirmasse, træ, træer, fødevarer og foder.